# アンドレアス・クログ
アンドレアス・クログ（Andreas Krogh、1894年7月9日 -1964年4月26日 ）は、ノルウェー出身の男性フィギュアスケート選手。1920年アントワープオリンピック男子シングル銀メダリスト。

## 経歴
- 1914ヨーロッパフィギュアスケート選手権2位。
- 1920年アントワープオリンピックで銀メダルを獲得。

## 主な戦績
| 大会/年      | 1912-13 | 1913-14 | 1919-20 |
| ------------ | ------- | ------- | ------- |
| オリンピック |         |         | 2       |
| 欧州選手権   | 7       | 2       |         |